# Dyskografia Outkast
Dyskografia amerykańskiego duetu hip hopowego Outkast.

## Albumy

### Albumy studyjne
| Rok                                                                           | Album                                                                                      | Najwyższa pozycja | Najwyższa pozycja | Najwyższa pozycja | Najwyższa pozycja | Najwyższa pozycja | Najwyższa pozycja | Najwyższa pozycja | Certyfikaty                        |
| Rok                                                                           | Album                                                                                      | Stany Zjednoczone | R&B               | Australia         | Kanada            | Irlandia          | Nowa Zelandia     | Wielka Brytania   | Certyfikaty                        |
| ----------------------------------------------------------------------------- | ------------------------------------------------------------------------------------------ | ----------------- | ----------------- | ----------------- | ----------------- | ----------------- | ----------------- | ----------------- | ---------------------------------- |
| 1994                                                                          | Southernplayalisticadillacmuzik - Wydany: 15 lutego 1994 - Wytwórnia: LaFace, Arista       | 20                | 2                 | –                 | –                 | –                 | –                 | –                 | - Platyna                          |
| 1996                                                                          | ATLiens - Wydany: 27 sierpnia 1996 - Wytwórnia: LaFace, Arista                             | 2                 | 1                 | –                 | 16                | –                 | –                 | –                 | - 2× Platyna - Złoto               |
| 1998                                                                          | Aquemini - Wydany: 29 września 1998 - Wytwórnia: LaFace, Arista                            | 2                 | 2                 | –                 | 17                | –                 | –                 | –                 | - 2× Platyna - Złoto               |
| 2000                                                                          | Stankonia - Wydany: 31 października 2000 - Wytwórnia: LaFace, Arista Records               | 2                 | 2                 | 33                | 4                 | 29                | 17                | 10                | - 4× Platyna - 2× Platyna          |
| 2003                                                                          | Speakerboxxx/The Love Below - Wydany: 23 września 2003 - Wytwórnia: LaFace, Arista Records | 1                 | 1                 | 9                 | 4                 | 3                 | 3                 | 8                 | - 11× Platyna - Złoto - 2× Platyna |
| 2006                                                                          | Idlewild - Wydany: 21 sierpnia 2006 - Wytwórnia: LaFace, Zomba                             | 2                 | 1                 | 27                | 6                 | 19                | 13                | 16                | - Platyna - Złoto                  |
| "–" Album nie zajął miejsc na listach lub nie został wydany w danym państwie. |                                                                                            |                   |                   |                   |                   |                   |                   |                   |                                    |

### Albumy kompilacyjne
| Rok  | Album                                                                          | Najwyższa pozycja | Najwyższa pozycja | Najwyższa pozycja | Certyfikaty |
| Rok  | Album                                                                          | Stany Zjednoczone | R&B               | Nowa Zelandia     | Certyfikaty |
| ---- | ------------------------------------------------------------------------------ | ----------------- | ----------------- | ----------------- | ----------- |
| 2001 | Big Boi And Dre Present...OutKast - Wydany: 4 grudnia 2001 - Wytwórnia: Arista | 18                | 4                 | 25                | - Platyna   |

## Single
| Rok                                                                            | Singel                                                       | Najwyższa pozycja | Najwyższa pozycja | Najwyższa pozycja | Najwyższa pozycja | Najwyższa pozycja | Najwyższa pozycja | Najwyższa pozycja | Album                             |
| Rok                                                                            | Singel                                                       | Stany Zjednoczone | R&B               | Rap               | Wielka Brytania   | Australia         | Kanada            | Holandia          | Album                             |
| ------------------------------------------------------------------------------ | ------------------------------------------------------------ | ----------------- | ----------------- | ----------------- | ----------------- | ----------------- | ----------------- | ----------------- | --------------------------------- |
| 1993                                                                           | „Player's Ball”                                              | 37                | 12                | 1                 | 92                | –                 | –                 | –                 | Southernplayalisticadillacmuzik   |
| 1994                                                                           | „Southernplayalisticadillacmuzik”                            | 74                | 41                | 9                 | –                 | –                 | –                 | –                 | Southernplayalisticadillacmuzik   |
| 1994                                                                           | „Git Up, Git Out” (feat. Goodie Mob)                         | –                 | 59                | 13                | –                 | –                 | –                 | –                 | Southernplayalisticadillacmuzik   |
| 1996                                                                           | „Elevators (Me & You)”                                       | 12                | 5                 | 1                 | –                 | –                 | –                 | –                 | ATLiens                           |
| 1996                                                                           | „ATLiens”                                                    | 35                | 23                | 8                 | –                 | –                 | –                 | –                 | ATLiens                           |
| 1997                                                                           | „Jazzy Belle”                                                | 52                | 25                | 7                 | –                 | –                 | –                 | –                 | ATLiens                           |
| 1998                                                                           | „Rosa Parks”                                                 | 55                | 9                 | –                 | –                 | –                 | 6                 | 28                | Aquemini                          |
| 1998                                                                           | „Skew It on the Bar-B” (feat. Raekwon)                       | –                 | –                 | –                 | –                 | –                 | –                 | –                 | Aquemini                          |
| 1999                                                                           | „Da Art of Storytellin' (Pt. 1)” (feat. Slick Rick)          | –                 | 67                | –                 | –                 | –                 | –                 | –                 | Aquemini                          |
| 2000                                                                           | „B.O.B (Bombs Over Baghdad)”                                 | –                 | 69                | –                 | 61                | –                 | –                 | –                 | Stankonia                         |
| 2000                                                                           | „Ms. Jackson”                                                | 1                 | 1                 | 1                 | 2                 | 2                 | 9                 | 1                 | Stankonia                         |
| 2001                                                                           | „So Fresh, So Clean”                                         | 30                | 10                | 13                | 16                | 46                | –                 | 62                | Stankonia                         |
| 2001                                                                           | „The Whole World” (feat. Killer Mike)                        | 19                | 8                 | 21                | 19                | –                 | –                 | 39                | Big Boi and Dre Present...OutKast |
| 2002                                                                           | „Land of a Million Drums” (feat. Killer Mike & Sleepy Brown) | –                 | 116               | –                 | 46                | –                 | –                 | –                 | Scooby-Doo OST                    |
| 2003                                                                           | „Hey Ya!”                                                    | 1                 | 9                 | –                 | 3                 | 1                 | 1                 | 15                | Speakerboxxx/The Love Below       |
| 2003                                                                           | „The Way You Move” (feat. Sleepy Brown)                      | 1                 | 2                 | 1                 | 7                 | 7                 | –                 | 76                | Speakerboxxx/The Love Below       |
| 2004                                                                           | „Roses”                                                      | 9                 | 12                | 5                 | 4                 | 2                 | –                 | 25                | Speakerboxxx/The Love Below       |
| 2004                                                                           | „Ghetto Musick”                                              | –                 | 93                | –                 | 55                | 43                | –                 | –                 | Speakerboxxx/The Love Below       |
| 2004                                                                           | „Prototype”                                                  | –                 | 63                | –                 | –                 | 43                | –                 | –                 | Speakerboxxx/The Love Below       |
| 2006                                                                           | „Mighty O”                                                   | 77                | 30                | 18                | –                 | –                 | –                 | –                 | Idlewild                          |
| 2006                                                                           | „Morris Brown” (feat. Sleepy Brown & Scar)                   | 95                | 102               | –                 | 43                | –                 | –                 | –                 | Idlewild                          |
| 2006                                                                           | „Idlewild Blue (Don'tchu Worry 'Bout Me)”                    | 100               | –                 | –                 | –                 | –                 | –                 | –                 | Idlewild                          |
| 2006                                                                           | „Hollywood Divorce” (feat. Lil Wayne & Snoop Dogg)           | –                 | 120               | –                 | –                 | –                 | –                 | –                 | Idlewild                          |
| "–" Singel nie zajął miejsc na listach lub nie został wydany w danym państwie. |                                                              |                   |                   |                   |                   |                   |                   |                   |                                   |

### Single gościnne
| 1999                                                                           | „Gone Be Fine”                                 | Monica | –  | 105 | –  | The Boy Is Mine         |
| 2007                                                                           | „International Player’s Anthem (I Choose You)” | UGK    | 70 | 12  | 10 | UGK (Underground Kingz) |
| "–" Singel nie zajął miejsc na listach lub nie został wydany w danym państwie. |                                                |        |    |     |    |                         |

## Outkast gościnnie na albumach innych artystów
Lista kataloguje wszystkie oficjalne utwory nagrane z udziałem z udziałem/przez Outkast (lub występujących solowo André 3000 i Big Boi), wydane na albumach innych artystów.

### Outkast
- 1991: „What About Your Friends (Remix)” (z albumu Ooooooohhh.... On the TLC Tip TLC)
- 1994: „Sumthin' Wicked Come This Way” (z albumu CrazySexyCool TLC)
- 1995: „Phobia” (ze ścieżki dźwiękowej Higher Learning OST)
- 1995: „Benz or a Beamer” (ze ścieżki dźwiękowej New Jersey Drive, Vol. 1 OST)
- 1997: „In Due Time (feat. Cee-Lo)” (ze ścieżki dźwiękowej Soul Food OST)
- 1997: „Everlasting” (ze ścieżki dźwiękowej Nothing to Lose OST)
- 1997: „Dez Only 1” (z albumu A S.W.A.T. Healin' Ritual Witchdoctora)
- 1998: „Gone Be Fine” (z albumu The Boy is Mine Moniki)
- 1998: „Black Ice” (z albumu Still Standing Goodie Mob)
- 1998: „Watch for the Hook” (z albumu East Point’s Greatest Hits Cool Breeze)
- 1999: „High Schoolin (feat. Slimm Cutta Calhoun)” (ze ścieżki dźwiękowej Light It Up OST)
- 1999: „All in my Grill” (z albumu So Addictive Missy Elliott)
- 1999: „Street Talkin'” (z albumu The Art of Storytelling Slick Ricka)
- 1999: „Smokefest 1999” (z albumu Rap Life Tasha)
- 1999: „Throw Your Hands Up” (z albumu In Our Lifetime, Vol. 1 Eightball & MJG)
- 2000: „Sole Sunday” (ze ścieżki dźwiękowej Any Given Sunday OST)
- 2000: „Funkanella” (z albumu Backstage: A Hard Knock Life DJ-a Clue)
- 2000: „Neck Uv Da Woods” (z albumu Let’s Get Ready Mystikala)
- 2000: „Tough Guy” (ze ścieżki dźwiękowej Shaft Original Motion Picture Soundtrack)
- 2001: „Fresh & Clean (Remix)” (ze ścieżki dźwiękowej Bones OST)
- 2001: „Speed Ballin'” (ze ścieżki dźwiękowej Lara Croft: Tomb Raider OST)
- 2002: „Hey Baby (Stank Remix)” (z albumu Rock Steady No Doubt)
- 2002: „Again (Remix)” (z albumu Greatest Hits Lenny’ego Kravitza)
- 2004: „I Can’t Wait” (ze ścieżki dźwiękowej Barbershop 2 OST)
- 2006: „Walk It out Remix” (z albumu Beat’n Down Yo Block! DJ-a Unka)
- 2007: „International Players Anthem” (z albumu UGK (Underground Kingz) UGK)
- 2007: „Da Art of Storytellin' Part 4” (z albumu Gangsta Grillz: The Album DJ-a Drama)

### Big Boi
- 1995: „Dirty South” (z albumu Soul Food Goodie Mob)
- 1997: „Love in Ya Mouth” (z albumu Organized Bass Kilo Alego)
- 1997: „Gangsta Partna” (ze ścieżki dźwiękowej Hoodlum Soundtrack)
- 1999: „All n My Grill” (z albumu Da Real World Missy Elliott)
- 1999: „Get Rich to This” (z albumu World Party Goodie Mob)
- 1999: „85 South” (z albumu Against Da Grain YoungBloodz)
- 2001: „Dirt Work” (z albumu The Skinny Slimm Calhouna)
- 2002: „In da Wind” (z albumu Thug Holiday Tricka Daddy’ego)
- 2002: „Poppin' Tags” (z albumu The Blueprint²: The Gift & The Curse Jaya-Z)
- 2003: „Hip-Hop Star” (z albumu Dangerously in Love Beyoncé)
- 2003: „Car Show” (z albumu Hard Jagged Edge)
- 2003: „A.D.I.D.A.S.” (z albumu Monster Killer Mike'a)
- 2004: „This Is How I Feel” (z albumu Illumination Earth, Wind & Fire)
- 2005: „Never Gonna Let You Go (She’s A Keepa)” (z albumu 0 Omariona)
- 2005: „Porno Bitches” (z albumu Hannicap Circus Bizarre'a)
- 2005: „My Man” (z albumu All That I Am Carlosa Santany)
- 2005: „Girlfight” (z albumu Chain Letter Brooke Valentine)
- 2005: „Runnin Away” (z albumu tribute Different Strokes by Different Folks Sly & the Family Stone)
- 2005: „Smilin' (You Caught Me)” (z albumu tribute Different Strokes by Different Folks Sly & the Family Stone)
- 2006: „Wanna Move” (z albumu Press Play Diddy’ego)
- 2006: „Margarita” (z albumu Mr. Brown Sleepy Browna)
- 2006: „Ms. New Booty Remix” (z albumu The Charm Bubby Sparxxxa)
- 2007: „Last Night (Remix)” (z albumu Press Play Diddy’ego)
- 2007: „And I Love You” (z albumu Rich Boy Rich Boya)
- 2007: „Hood Figga (Remix)” (z albumu Welcome to the Zoo Gorilla Zoe)
- 2007: „Get It Shawty (Remix)” (z albumu Street Love Lloyda)
- 2007: „Hood Boy” (z albumu Fantasia Fantasii)
- 2007: „I’m So Hood Remix” (z albumu We the Best DJ-a Khaleda)
- 2007: „Hold Up” (z albumu Exclusive Chrisa Browna)
- 2008: „Energy” (z albumu Love Behind the Melody Raheema DeVaughna)
- 2009: „She Got a Friend” (z albumu The State vs. Radric Davis Gucci Mane'a)
- 2009: „Magnificent (Remix)” (z albumu Deeper Than Rap Ricka Rossa)
- 2009: „H.A.T.E.U. (Remix)” (z albumu Angels Advocate Mariah Carey)
- 2010: „Tightrope” (z albumu The ArchAndroid (Suites II and III) Janelle Monáe)
- 2010: „Nothin' on You (Remix)” (z albumu The Adventures of Bobby Ray B.o.B)
- 2011: „Ready Set Go (Remix)” (z albumu PL3DGE Killer Mike'a)
- 2011: „Speakers on Blast” (z albumu The R.E.D. Album The Game'a)

### André 3000
- 1995: „Sumthin Wicked This Way Comes” (z albumu CrazySexyCool TLC)
- 1995: „Thought Process” (z albumu Soul Food Goodie Mob)
- 2001: „It’s OK” (z albumu The Skinny Slimm Calhouna)
- 2002: „Nectarine” (z albumu Soul Parade Cherokee)
- 2003: „Millionaire” (z albumu Tasty Kelis)
- 2003: „AKshon (Yeah!) (z albumu Monster Killer Mike'a)
- 2003: „Boogie Man” (z albumu Mutant Mindframe Big Gippa)
- 2004: „Bubble Pop Electric”, „Long Way To Go” (z albumu Love. Angel. Music. Baby. Gwen Stefani)
- 2005: „That’s Sexy” (z albumu Open Q-Tipa)
- 2007: „Throw Some D’s (Remix)” (z albumu Rich Boy Rich Boya)
- 2007: „What a Job” (z albumu Waitin' to Inhale Devin the Dude)
- 2007: „30 Something (Remix)” (Jay-Z feat. André 3000 & Ice Cube)
- 2007: „You (Remix)” (z albumu Street Love Lloyda)
- 2008: „Green Light” (z albumu Evolver Johna Legend)
- 2008: „Everybody” (z albumu C.O.L.O.U.R.S. Fonzwortha Bentleya)
- 2009: „Royal Flush”, „Lookin for Ya” (oryginalnie przeznaczone na album Big Boia Sir Luscious Left Foot: The Son of Chico Dusty)
- 2010: „Ride Remix” (z albumu Basic Instinct Ciary)
- 2010: „I Do” (z albumu TM103 Young Jeezy'ego)
- 2010: „Deuces (Remix)” (Chris Brown feat. Drake, T.I., Fabolous, Kanye West & Andre 3000
- 2011: „Sleazy (z albumu Cannibal Keshy)
- 2011: „The Real Her (z albumu Take Care Aubrey Graham)
- 2011: „Dedication to My Ex (Miss That)” (z albumu King of Hearts Lloyda)
- 2011: „Party” (z albumu 4 Beyoncé)
- 2011: „Interlude” (z albumu Tha Carter IV Lil Wayne'a)